# Thủ Dầu Một
Thủ Dầu Một ist die Hauptstadt der Provinz Bình Dương in Vietnam. Sie liegt 20 km nördlich der Innenstadt von Ho-Chi-Minh-Stadt am linken Ufer des Saigon und ist Teil der entstehenden Metropolregion von Ho-Chi-Minh-Stadt. Die Provinzstadt Thủ Dầu Một hatte 2019 eine Einwohnerzahl von 321.607. Die Stadt hat seit 2012 das Stadtrecht und besitzt den Status einer Provinzstadt der 1. Klasse.

## Wirtschaft
Thủ Dầu Một verzeichnete seit 1997 eine rasche Expansion und wirtschaftliche Entwicklung, da die Provinz zu einem wichtigen Industriezentrum der Region geworden ist. Im Januar 2007 wurde die Stadt offiziell als Stadt der dritten Klasse anerkannt und ist seit 2017 eine Provinzstadt der ersten Klasse. Es befindet sich ein 4.200 Hektar großer Technologiepark in der Entwicklung. 

## Galerie

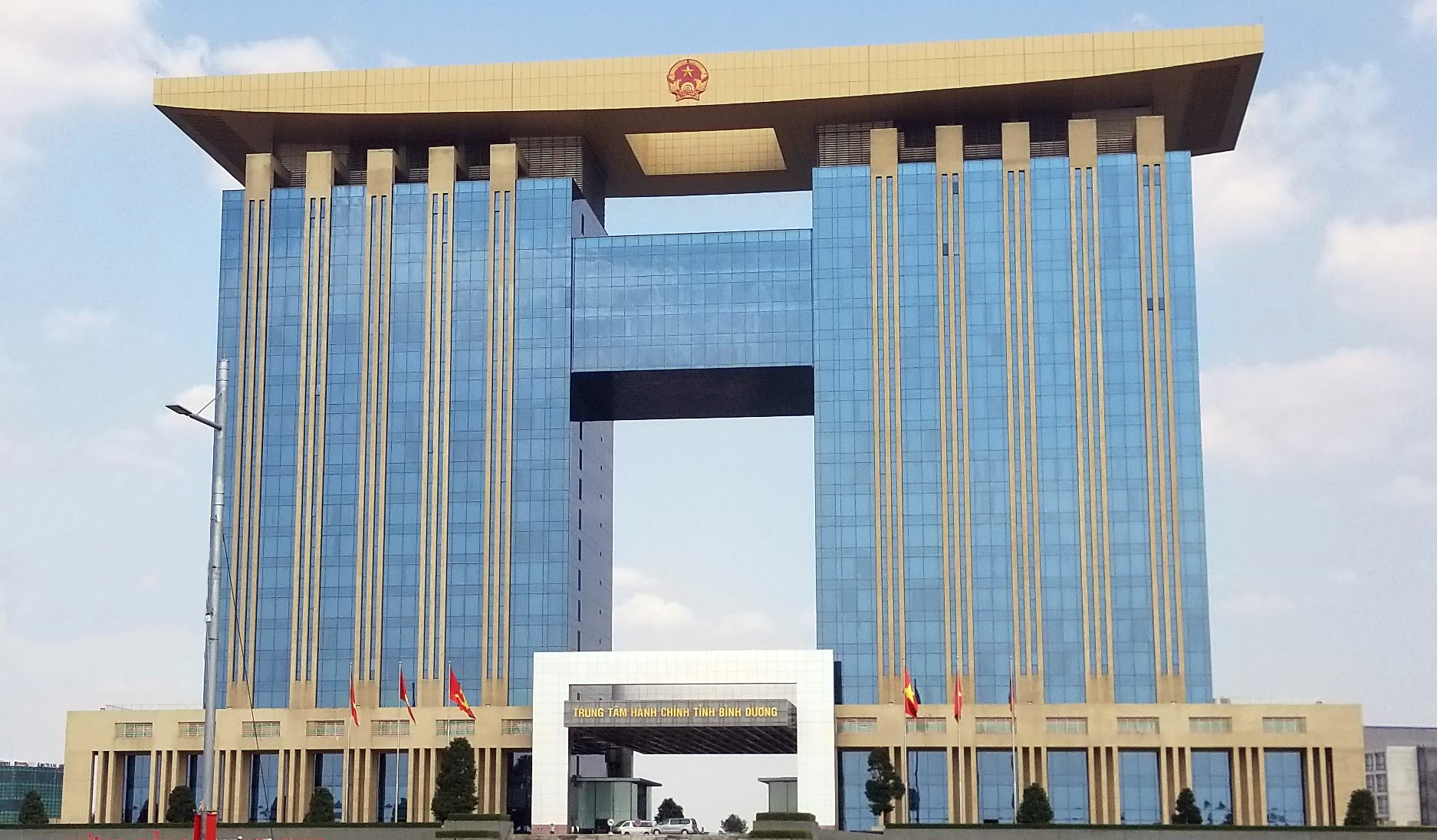
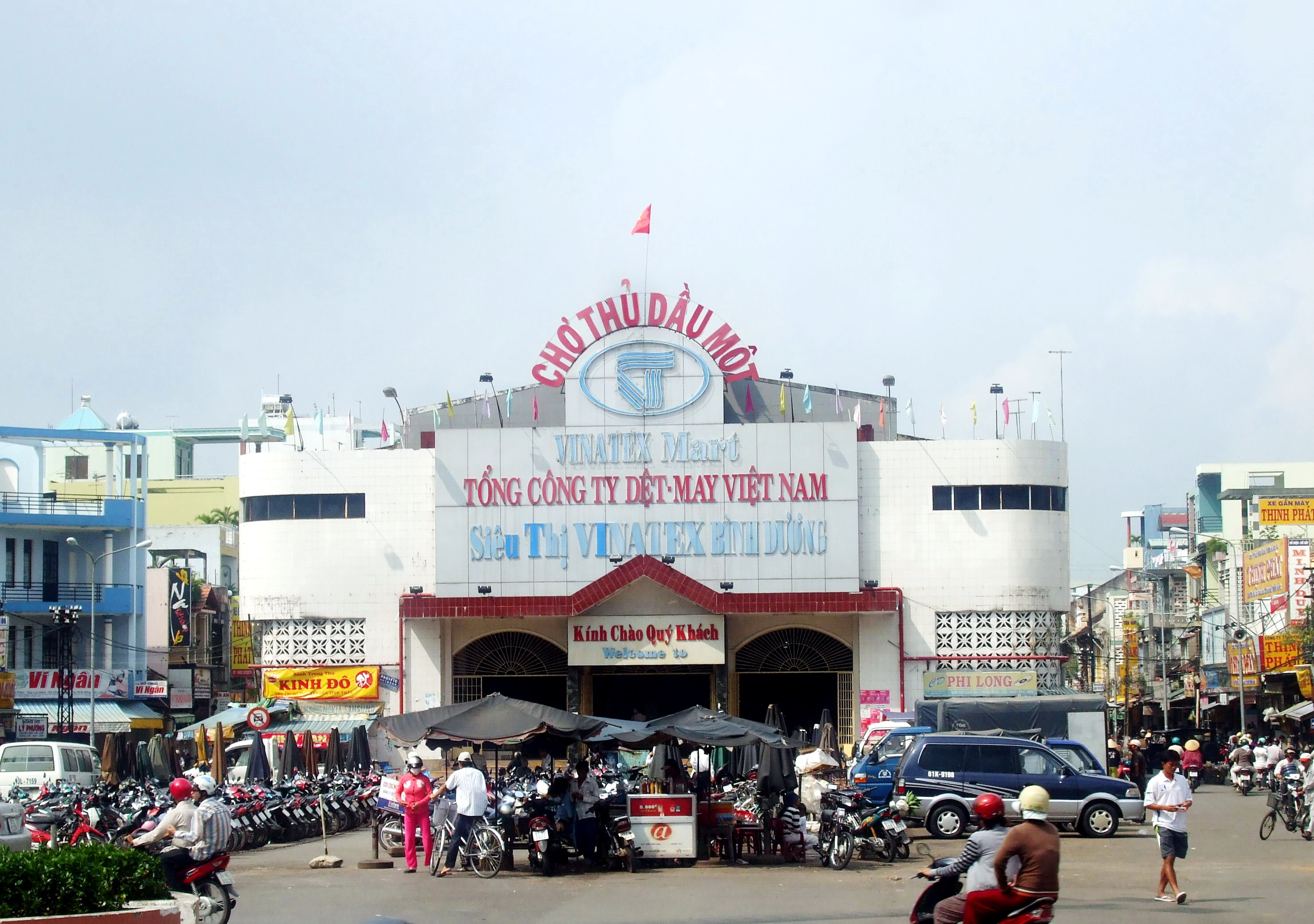
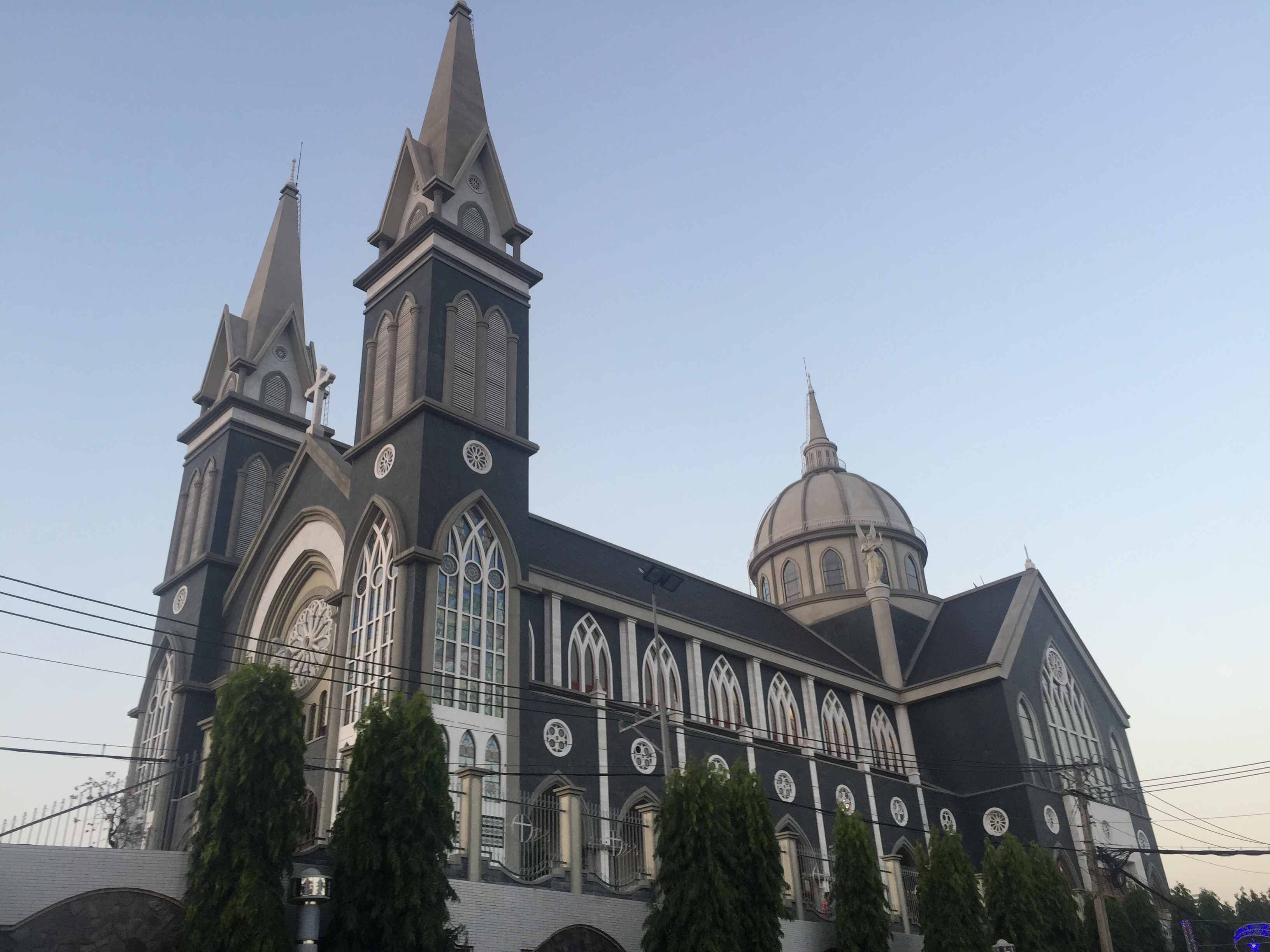
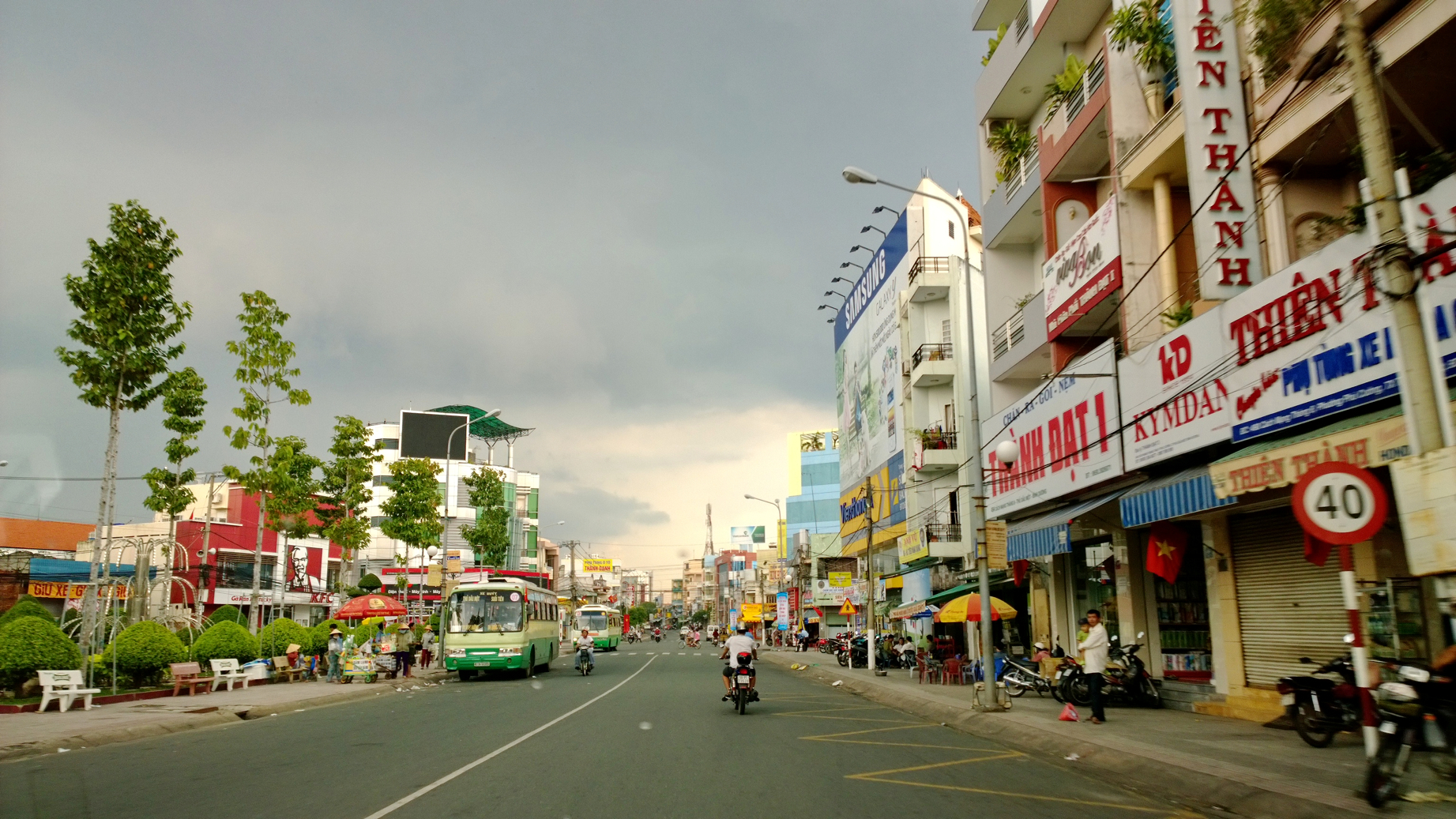